# Vélez-Málaga

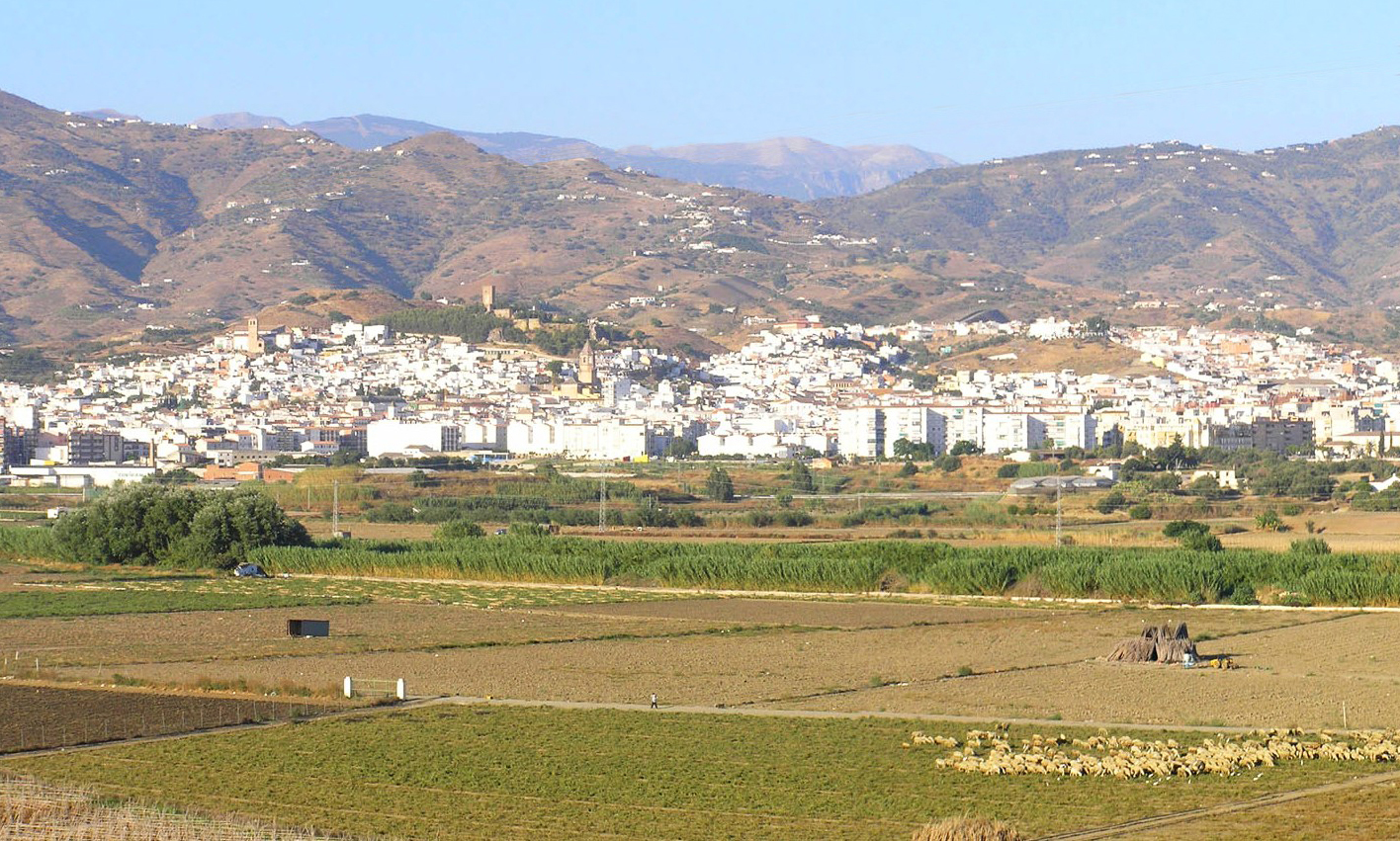
Vista panorámica de Vélez-Málaga.

Vélez-Málaga là một đô thị trong tỉnh Málaga, cộng đồng tự trị Andalusia Tây Ban Nha. Đô thị này có diện tích là 157,88 ki-lô-mét vuông, dân số năm 2009 là 74.190 người với mật độ 469,91 người/km². Đô thị này có cự ly 35 km so với tỉnh lỵ Málaga.
Đây là đô thị quan trọng nhất comarca Axarquía, trụ sở của Hiệp hội các đô thị Costa del Sol-Axarquía và cơ quan chính của khu vực tư pháp mang tên đô thị này.